# Неттлз, Дженнифер
Дже́ннифер Оде́сса Неттлз (англ. Jennifer Odessa Nettles; 12 сентября 1974,  Дуглас, Джорджия, США)  — американская кантри-певица, автор песен, гитаристка, пианистка и гармонистка. Участница группы «Sugarland» с 2003 года.

## Личная жизнь
В 1998—2007 годах Дженнифер была замужем за Тоддом Ван Сиклом.
С 26 ноября 2011 года Дженнифер замужем за Джастином Миллером, с которым она встречалась 2 года до их свадьбы. У супругов есть сын — Магнус Хэмилтон Миллер  (род. 06.12.2012).